# Cimetière Bourillon de Chantilly
Le cimetière Bourillon (ou cimetière du Bois Bourillon) est un des deux cimetières municipaux de Chantilly dans le département de l'Oise. Il accueille environ 1 800 concessions. Il se trouve avenue du Maréchal-Joffre.

## Histoire et description

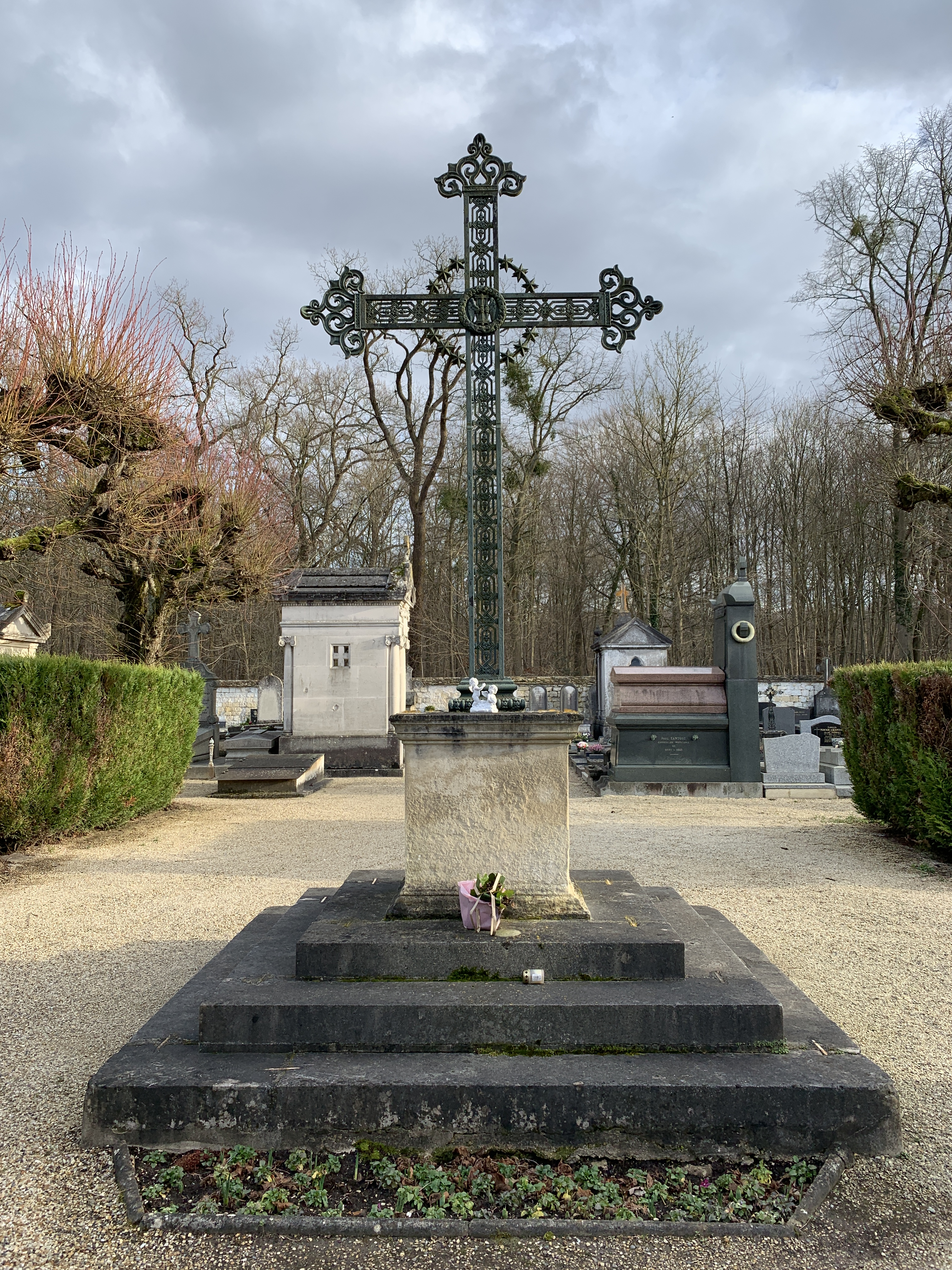
Croix de calvaire.

Le cimetière paroissial autour de l'église Notre-Dame (ouvert en 1692 et disparu en 1791) a été transféré en 1736 dans le jardin de l'hospice Condé derrière la chapelle Saint-Laurent; mais devenu saturé, le duc d'Aumale achète pour la municipalité un terrain en 1841 pour y aménager ce cimetière de plan rectangulaire et bordé par la forêt de Chantilly.
Il possède un patrimoine historique intéressant retraçant l'histoire locale. Une croix de calvaire en fer forgé domine le milieu de l'allée principale du cimetière qui est bordé de haies taillées, à l'intersection de l'allée perpendiculaire. La partie droite du cimetière abrite de nombreuses tombes dites des Anglais aux épitaphes en anglais de représentants de la communauté britannique dont beaucoup étaient liés au monde des courses hippiques (entraîneurs et jockeys) en écho à celles de Chantilly. Un imposant mausolée de marbre rouge en forme de temple grec à colonnes ioniques avec statue de bronze abrite la dépouille d'un riche diamantaire et bienfaiteur de la ville, François Wells (1846-1922). Les statues, bas-reliefs et ornements sont relativement présents dans ce cimetière. On remarque aussi des sépultures d'officiers exilés polonais.
Le cimetière Bourillon possède un petit carré militaire.

## Citation
« Le cimetière de Chantilly ressemble à une clairière dans un bois sacré. Les arbres qui l’entourent, qui le cernent et le pressent, y répandent, comme de vertes chevelures, l’ombre de leurs feuillages, et les oiseaux viennent y chanter jusque sur les tombes. Il n’est pas jusqu’aux offrandes funéraires, roses, rouges et lilas mauves, qui ne lui viennent ajouter un air de jardin. »
Henry Bordeaux, de l’Académie française.

## Personnalités inhumées
- Plusieurs membres de la famille du maréchal Bessières, dont son frère Bertrand (1773-1854) (stèle armoriée et colonne pour son épouse) et tombe avec trois de ses enfants[6]
- Tombe de l'épouse et de la fille de l'égyptologue Jean-François Champollion (1790-1832)[7]
- Félix Bollaert (1855-1936), directeur de la Société des mines de Lens et fondateur du stade du même nom
- Prince Vincent Chełmicki (1786-1846) (colonne)
- Vice-amiral Georges Cloué (1817-1889), gouverneur de la Martinique et ministre de la marine (chapelle)
- François-Anatole Gruyer (1825-1909) conservateur du musée Condé et membre de l'institut
- Helmut Kolle (1899-1931), peintre allemand
- Fernand Lambert (1868-1934), peintre
- Gustave Macon (1865-1930), archiviste du château de Chantilly et premier conservateur du musée Condé
- Généralissime Kazimierz Małachowski (1765-1845) (buste)
- Chanoine Eugène Müller (1834-1918), archéologue et historien local
- André Verchuren (né Verschueren, 1920-2013), accordéoniste
- Charles Versepuy (1869-1896)[8], explorateur en Extrême-Orient et en Afrique (chapelle)

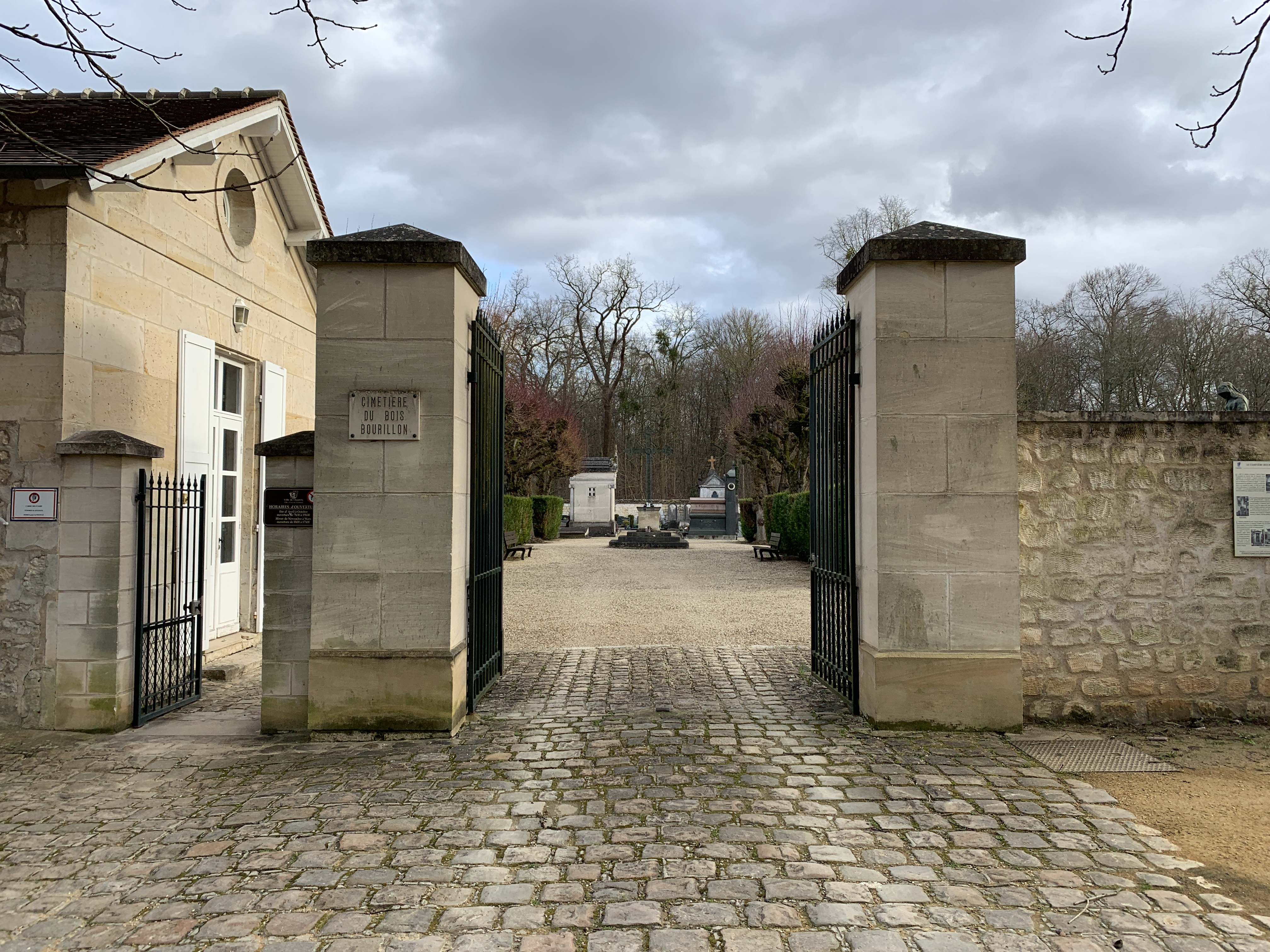
Entrée du cimetière
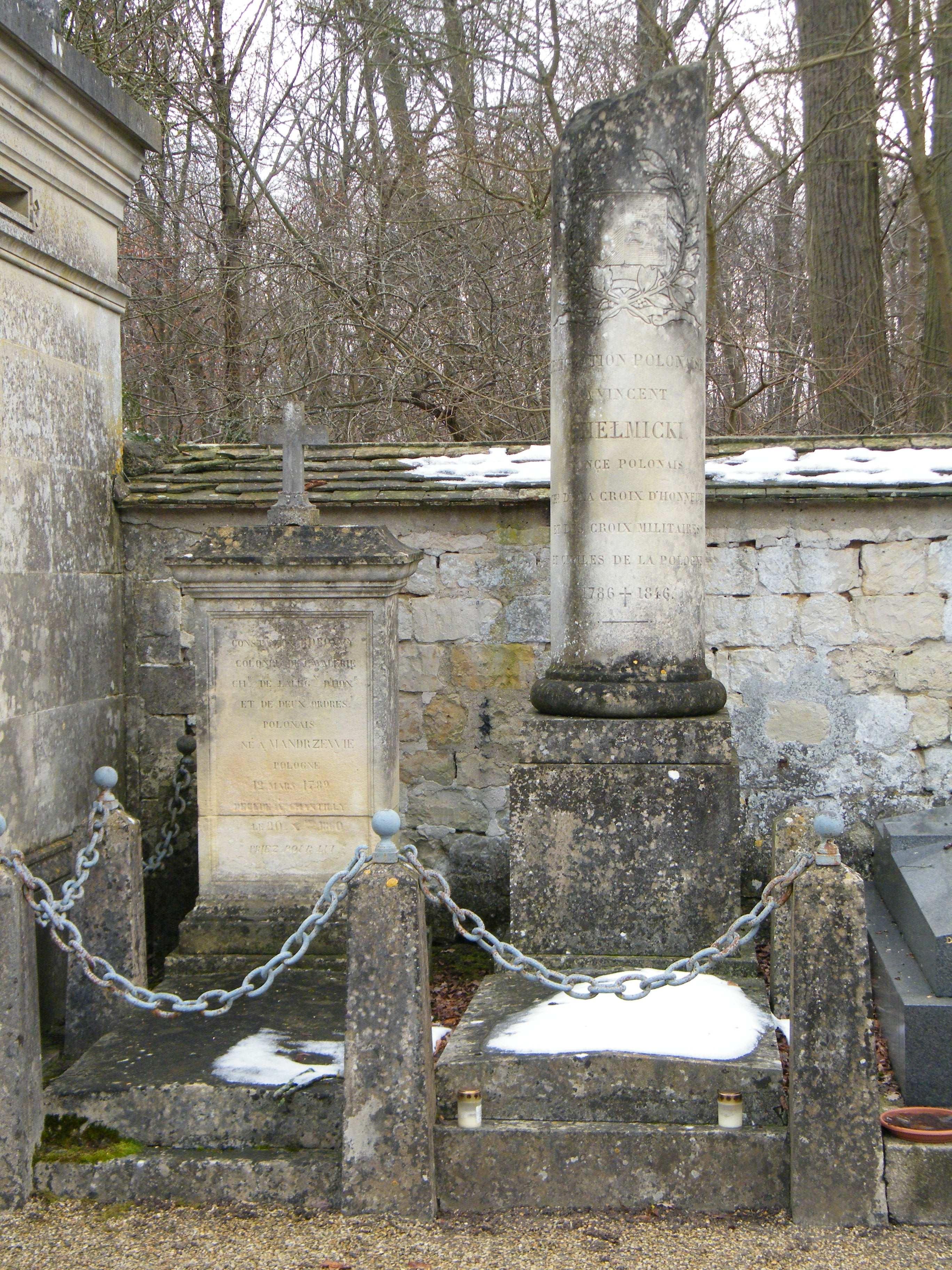
Tombes d'officiers émigrés polonais
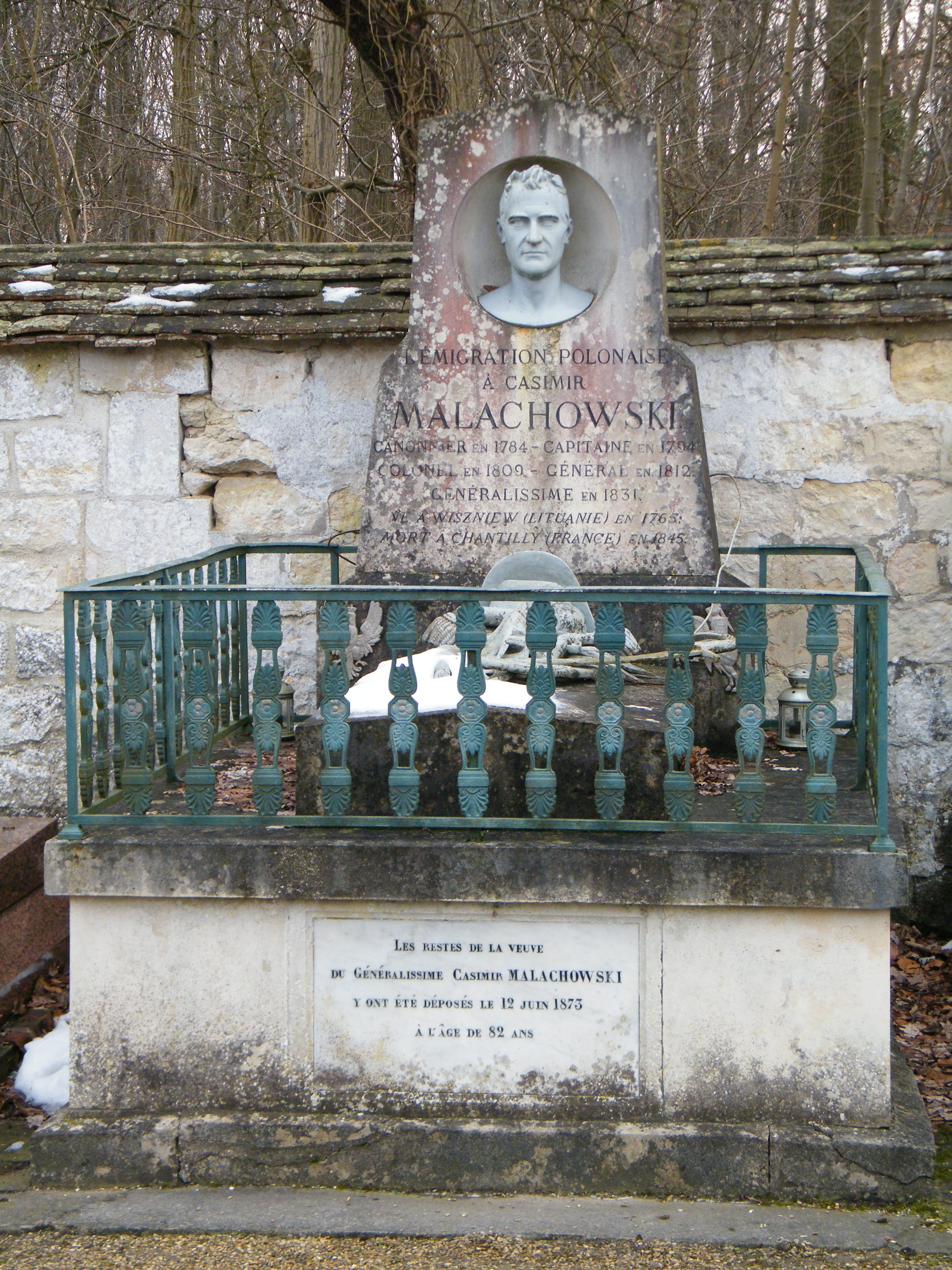
Sépulture du généralissime Malachowski
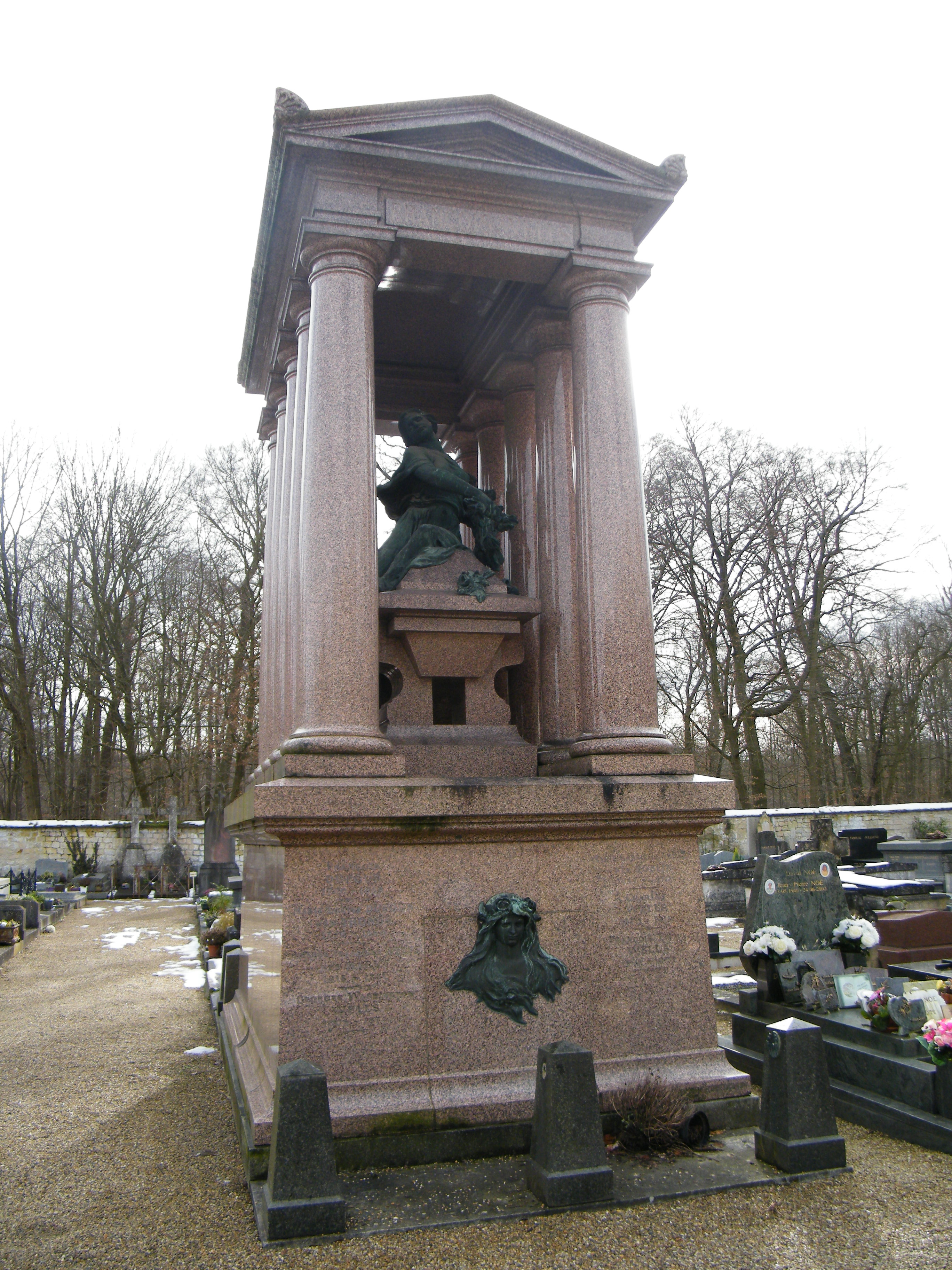
Mausolée de François Wells
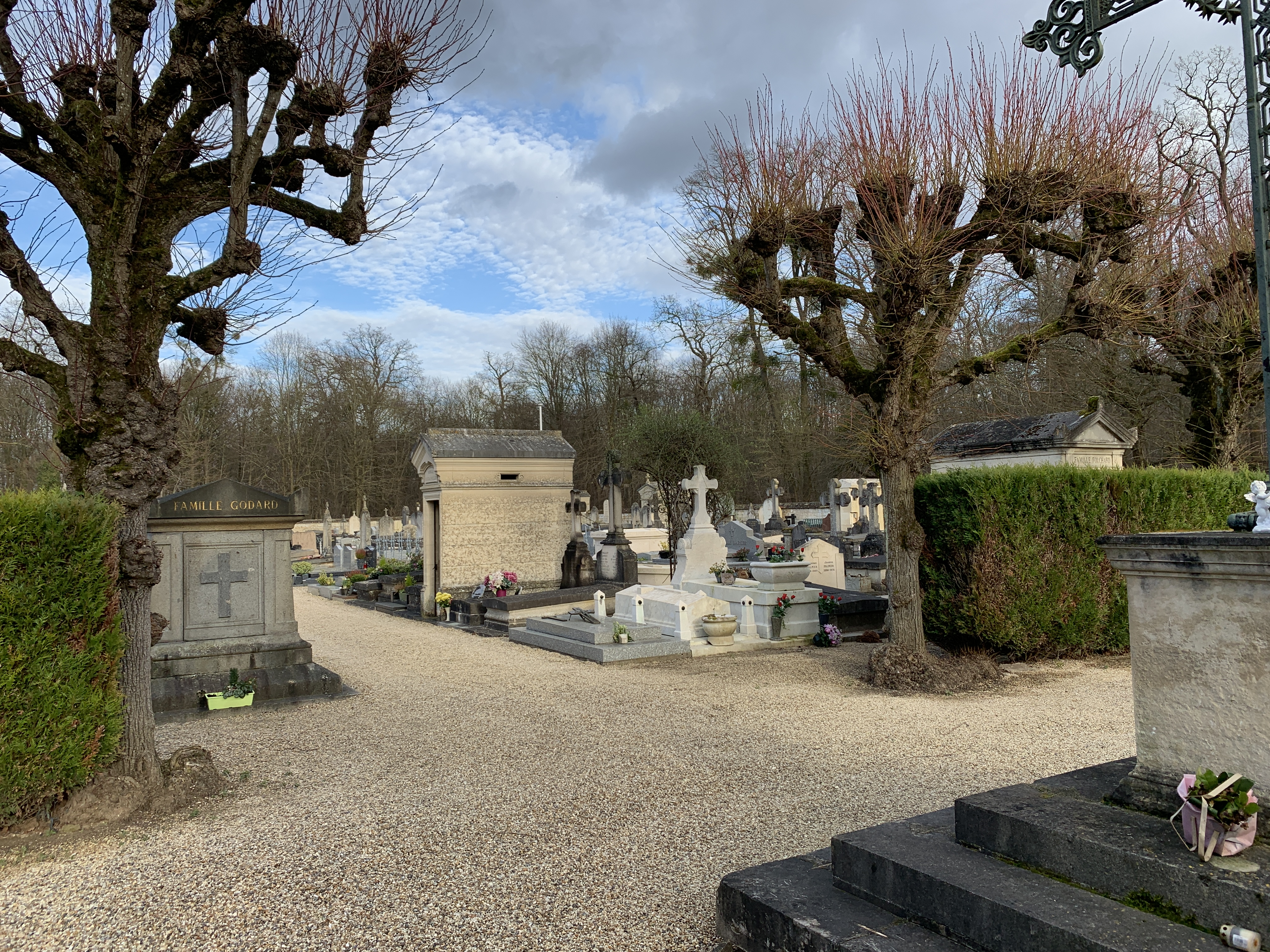
Vue du cimetière